# Wided (prénom)

## Origine
Wided (/widɛd/) en arabe (وداد) est un prénom féminin d’origine Arabe.

## Signification
Désignant un sentiment mitigé entre amour et affection, le prénom n'a pas de traduction fidèle en français.

## Variantes
En français, le prénom s'écrit aussi:
- Wided
- Widad
- Wydad
- Weddad
- Ouidad
- Ouided

## Personnes portant ce prénom
Parmi elles:
- Wided El Atrach : Sœur de Asmahan et Farid El Atrache fille de la princesse druze Aliyah El Mounther.
- Wided Hammedi : Ingénieure et docteure spécialisée en intelligence artificielle. Elle est reconnue pour ses contributions significatives dans le domaine de l'IA, notamment en ce qui concerne les véhicules autonomes. Wided a publié de nombreux articles scientifiques qui ont enrichi la compréhension et le développement de technologies avancées en intelligence artificielle.

## Wided dans les films
- Weddad: Le tout premier film de l'astre de l'orient Oum Kalthoum paru en 1936
- Widad Al Ghaziya : Film paru en 1983 avec Nadia El jundi et Mahmoud Yassine[1]

## Ils ont chanté Wided
Ala Hasb Wided de Abdel Halim Hafez reste incontestablement la chanson la plus connue dans le monde arabe et dans le monde chantant Wided.

## Autres
Le Wydad de Casablanca est un club de foot marocain.
Le Wided de Tlemcen est un club de foot algérien